# Gojko Božović
Gojko Božović, cyr. Гојко Божовић (ur. 2 maja 1972 we wsi Bobovo k. Pljevlji) – serbski poeta, eseista i krytyk literacki.

## Życiorys
Ukończył studia filologiczne na Uniwersytecie Belgradzkim. Był jednym z założycieli belgradzkiego wydawnictwa Archipelag i Festiwalu Literatury Europejskiej w Belgradzie. W latach 1997-2007 kierował wydawnictwem Stubovi kulture. Jest wiceprzewodniczącym serbskiego PEN-Clubu.

## Twórczość
Dorobek twórczy Božovicia obejmuje dziewięć tomów poezji i pięć zbiorów esejów. 

## Publikacje

### Poezja
- 1991: Подземни биоскоп
- 1993: Душа звери
- 1996: Песме о стварима
- 2002: Архипелаг
- 2006: Елементи
- 2012: Оближња божанства
- 1992: Деспотов-воларич
- 1994: Десет дека душе

### Eseje
- 2000: Поезија у времену. О српској поезији друге половине 20. века
- 2009: Места која волимо. Есеји о модерној српској поезији

## Tłumaczenia na język polski
- 2003: Wejście do miasta, tł. Mirosława Zielińska, Tygiel Kultury 2003/7-9, s. 76-77.
- 2017: Odmiana; Imiona rzeczy; Świat jest mały; Odnawianie, tł. Grzegorz Łatuszyński, Podgląd: kwartalnik literacki Oddziału Warszawskiego Stowarzyszenia Pisarzy Polskich. R. 3, nr 2 (2017), s. 114-116.

## Nagrody i wyróżnienia
Laureat nagród Đury Jakšicia i Branko Ćopicia, a także Międzynarodowej Nagrody Poetyckiej Giovani. W 2019 otrzymał nagrodę Vitez Poziva za całokształt twórczości.